# El Llano (Gijón)
El Llano es un distrito de la ciudad de Gijón (Principado de Asturias, España) constituido por un único barrio de igual nombre.

## Población
Es el barrio más poblado de la zona urbana del concejo. En 2018 El Llano contaba con 39.602 habitantes de los cuales, 20.936 eran mujeres y 18.666 hombres.

## Ubicación y comunicaciones
Siguiendo las agujas del reloj y empezando por el norte, El Llano limita con los barrios de: Centro, Ceares, Contrueces, Pumarín, Polígono y Laviada.
El barrio presenta una disposición en un eje norte-sur fundamentada en la avenida Schulz y avenida de El Llano. Lo que le da buena comunicación con El Centro y con la AS-I y la A-8. De este-oeste destacan las calles Pérez de Ayala y Juan Alvargonzález. 
Los servicios de Emtusa no son tan abundantes como en otros barrios gijoneses por la propia forma del barrio.[cita requerida] Aun así es atravesado por las líneas 2, 12, 20, 24 y E71. Destaca la línea 12 y línea 20. El barrio dispone del Búho 3 los fines de semana y todo julio y agosto.
Hay un carril bici en la avenida del Llano y otro compartido con autobuses en la avenida de Schulz.

## Historia

### Origen del barrio

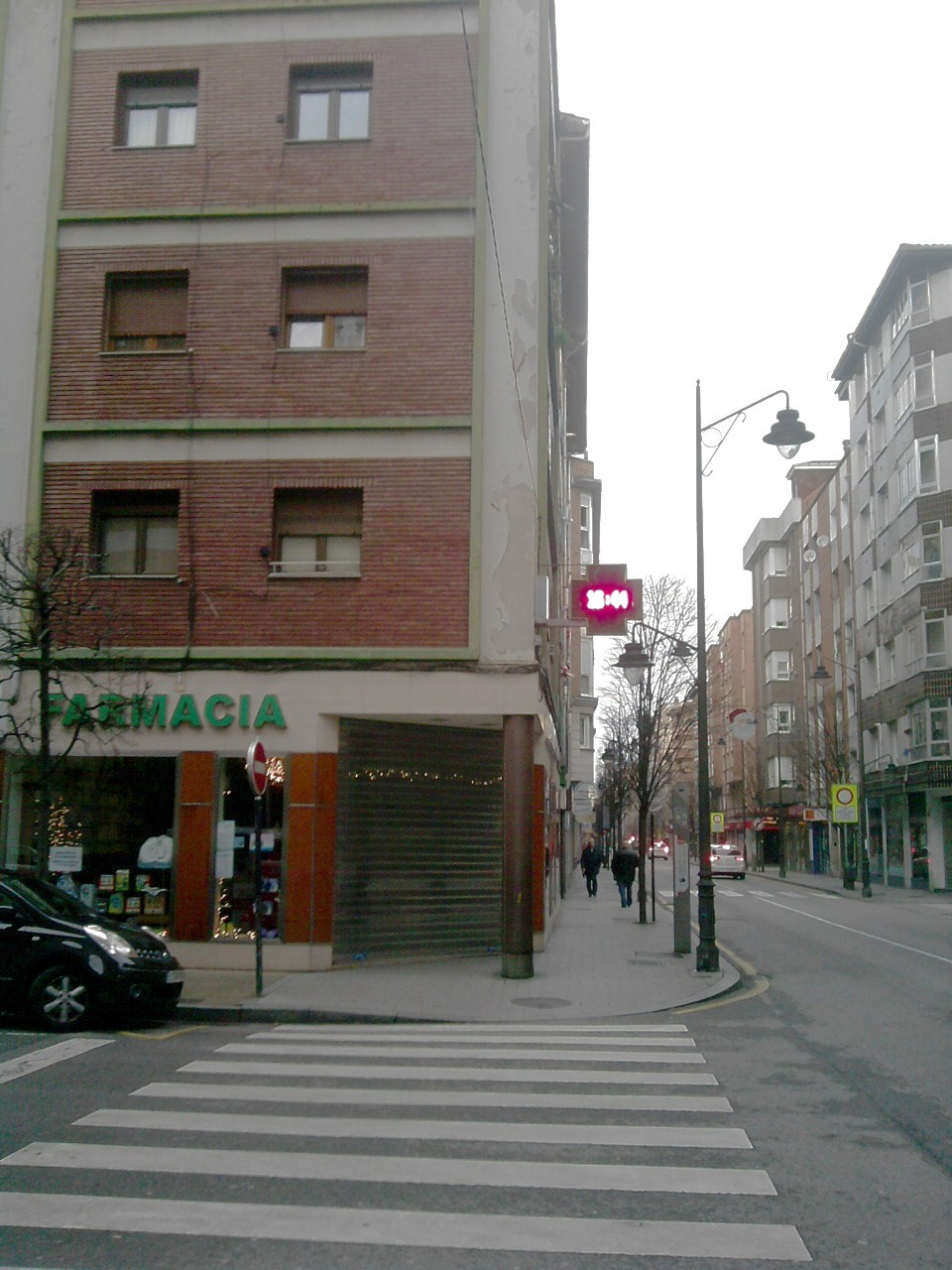
La Avenida Schulz.

#### Carretera Carbonera
El barrio de El Llano se denominaba, en el siglo XIX, Los Llanos, debido a que sus terrenos presentaban esta característica. Aunque ya Jovellanos (Diarios –lunes, 25 de octubre de 1790-), Julio Somoza, cronista oficial de Gijón, en su Historia General de Asturias y Pascual Madoz (Diccionario  geográfico-estadístico-histórico de España, 1847) hacen mención a El Llano, su origen, tal y como lo conocemos actualmente, está en  la carretera Carbonera. Al mismo Jovellanos se debe, como tantas otras, la idea de trazar “un camino carbonero” que tendría que unir La Felguera y Gijón, con el fin de reducir el coste de  la conducción de carbones desde las minas al puerto, y que hasta ese momento se hacía con chalanas por el Río Nalón.
En 1842, el día 12 de abril, se inaugura la Carretera Carbonera (actual AS-376), que sirvió como entrada a la ciudad y también como eje de El Llano. Parte de esa carretera conserva ese nombre, en el barrio de Montevil y, en la actualidad, cuando entra en el barrio del Llano, se denomina avenida Schulz.

#### El Fumeruy primeras parcelaciones
La primera parcelación ocurre en 1887 en la llamada finca El Fumeru, al sur del paseo de Begoña, una zona hasta entonces ocupada por la Muralla carlista. Este barrio se articularía alrededor de la actual avenida de Manuel Llaneza, expandida en 1927 hasta la actual avenida de la Constitución.Sin embargo, el desarrollo urbano se concentra en la carretera Carbonera. Desde el principio se distinguió entre El Llano de Abajo (El Llano de Baxo en asturiano), El Llano del Medio y El Llano de Arriba (El Llano de Riba) en función de su mayor o menor cercanía, respectivamente, al centro de Gijón.
El barrio estuvo abandonado durante muchos años al considerarse zona no urbanizable, si bien el aislamiento no era total puesto que en 1905 el tranvía alcanzaba a los tres Llanos, primero con coches tirados por mulos y con posterioridad, en 1909, electrificado. Hasta mediados del siglo pasado era habitual que en esta zona de Gijón, especialmente en El Llano del Medio y El Llano de  Arriba, el Ayuntamiento no realizara trabajos de asfaltado, alcantarillado o incluso de conducciones de agua. El Ayuntamiento se limitaba a poner los materiales y eran los propios vecinos los que ponían la mano de obra. Esto, entre otras razones, fue el motivo de un crecimiento desordenado y sin la mínima planificación urbanística.
La población de Gijón empieza a crecer muy rápido y El Llano sigue la misma evolución. El crecimiento del barrio vino ligado fundamentalmente al asentamiento en el mismo de numerosas industrias, lo que significó un crecimiento espectacular de la población, de modo que si en 1900 contaba con 288 habitantes, en  1930 pasó a tener unos 8 000. Desde las últimas décadas del XIX se define el carácter fundamentalmente industrial de este barrio. Construyéndose, al mismo tiempo, casas para el alojamiento de los nuevos vecinos, trabajadores en busca de un futuro.

### El Llano industrial

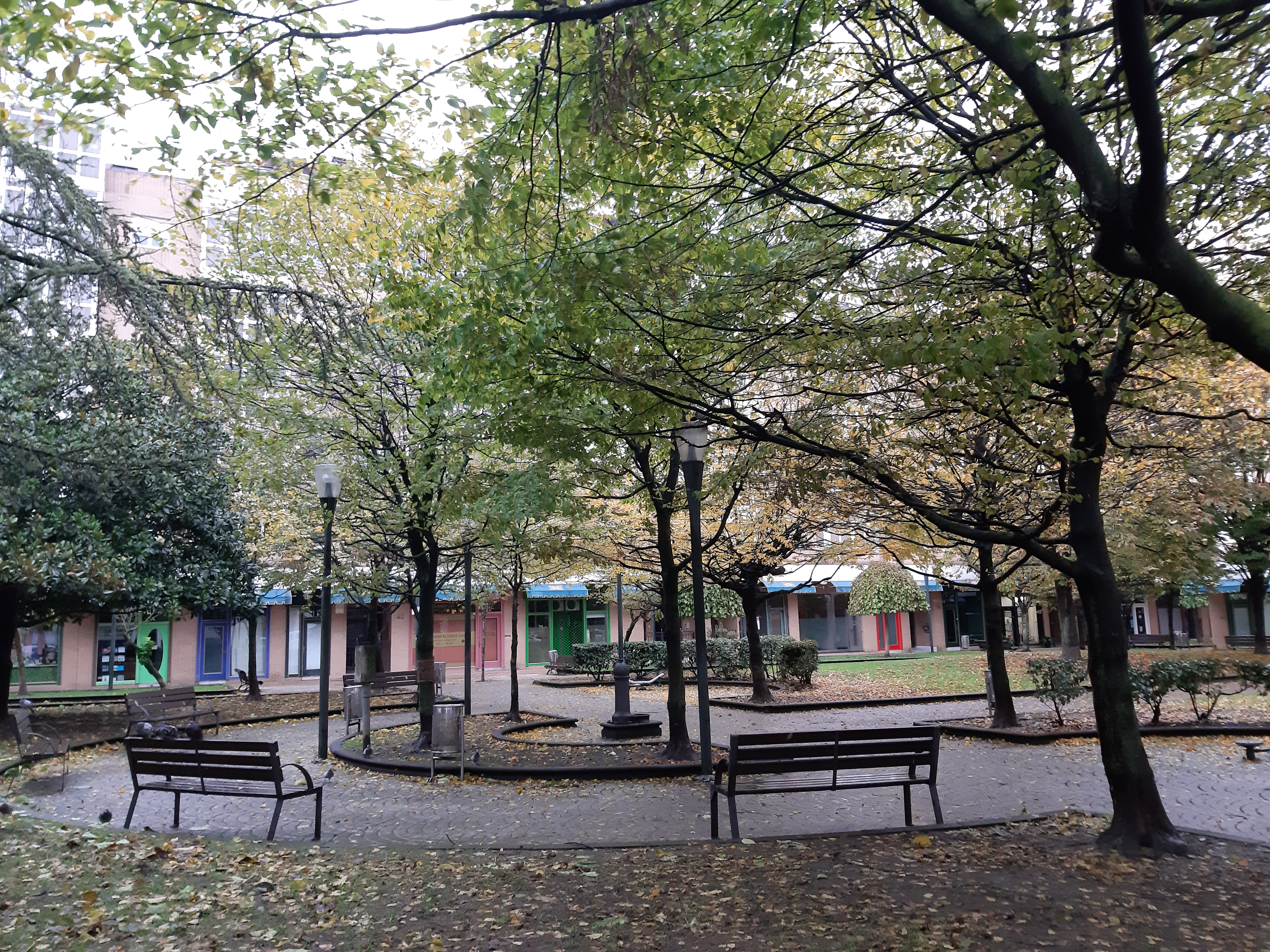
Parque de La Electra, en el solar de la térmica La Electra, fundada en 1890, paró su producción en 1954 y fue demolida en 1984, construyéndose este parque en su lugar.

Entre las primeras industrias en instalarse estaban La Electra Industrial, que generaba parte de la electricidad que Gijón consumía, en su recuerdo existe hoy el nombre de una calle y una plaza; la Fábrica de Orueta, fundada en 1895, que producía forjas y diverso material metálico e incluso vagones para trenes. De la importancia de esta última puede dar noción el hecho de que la Infanta Isabel de Borbón y Borbón, la Chata, durante su estancia en Gijón en julio de 1909, realizó una visita para conocer sus instalaciones. Junto a éstas existieron otras muchas: La Positiva, dedicada a los mosaicos; Pondal y Compañía, a los jabones; la popular fábrica de chocolates, La Primitiva Indiana, o la fábrica de camas Truan y Trelles que ofrecía entre sus productos camas metálicas; la fábrica de bombones La Suiza así como numerosos talleres.
El Llano era un barrio con industrias en el que las condiciones de vida para sus vecinos eran de gran pobreza e insalubridad; en el diario El Comercio, en abril de 1903, el médico de la Junta Local de Sanidad, Ambrosio Rodríguez denuncia esta situación: “El Llano, con sus pestilencias, aglomeraciones, ratas y miserias, está llamado a dar días de luto y espanto a la población”.
En 1915, siguiendo el ejemplo de otras de la ciudad, se inaugura la sede de la Asociación Cultura e Higiene de El Llano que como refleja su nombre, se dedicaba a desarrollar actividades culturales y “artísticas”, contaba con biblioteca y se trataba de conseguir una mejora del barrio en todos los aspectos y especialmente en el sanitario. Debido a estos niveles de miseria, en El Llano, como en otros barrios de Gijón, también surgen poblados de chabolas, en este caso los conocidos como la Cábila o la Santina, casuchas y chabolas fabricadas con maderas, cartones o latas y donde no existe las más mínimas condiciones de habitabilidad.

### La revolución de 1934 en El Llano
En octubre de 1934, durante la revolución de 1934, las calles de El Llano son tomadas por revolucionarios, ligados en parte a la CNT. Se formaron barricadas principalmente en la avenida de Schulz (nombre de la Carretera Carbonera desde 1931). La represión de la Guardia de Asalto y de la Guardia Civil fue considerable, con varios heridos y viviendas destruidas.

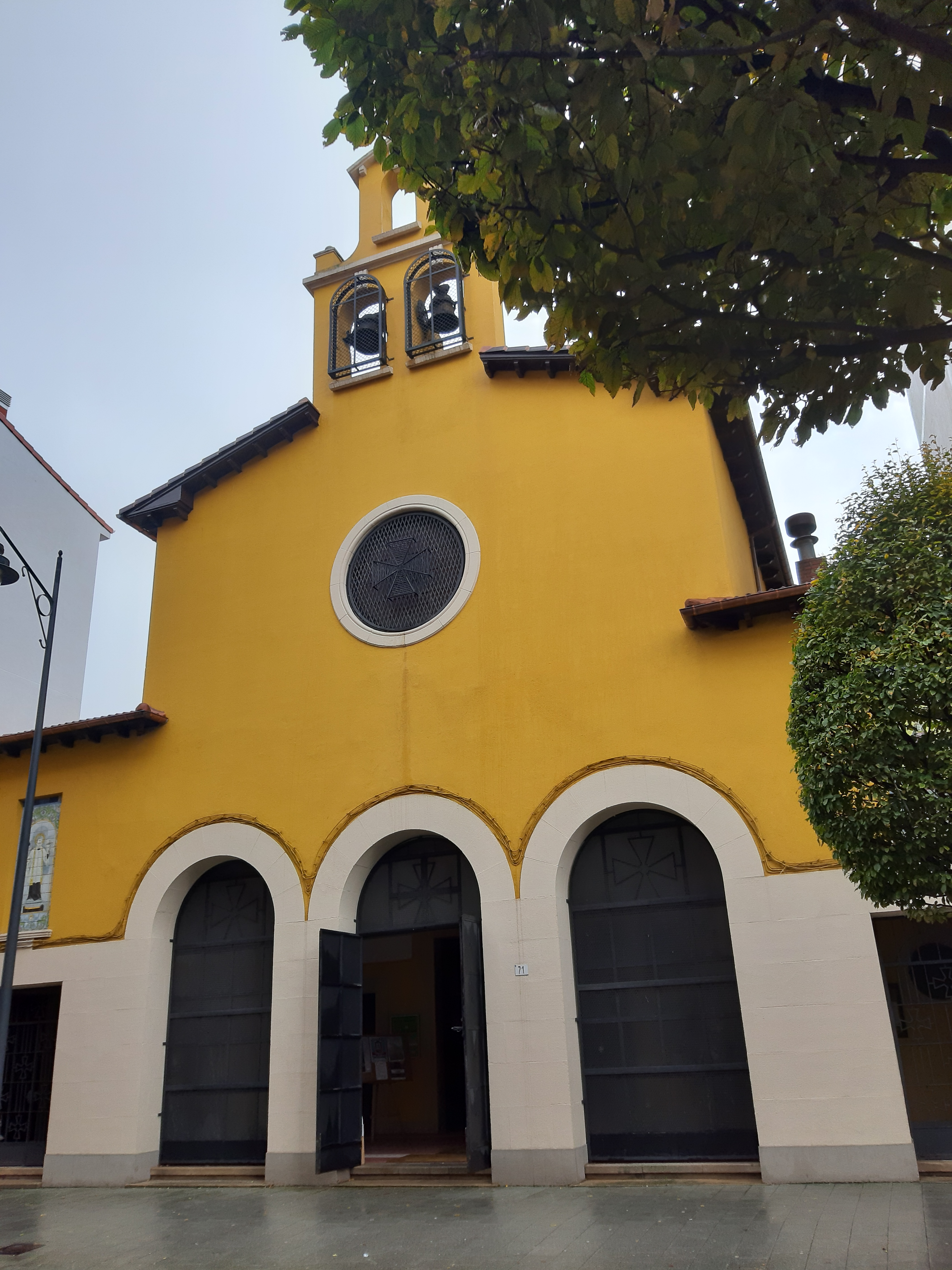
Parroquia de la Milagrosa, inaugurada en 1946.

### Desarrollismo
En 1946 se inaugura la parroquia de la Milagrosa. Ese mismo año se construye bajo proyecto de Fernández-Omaña Las Casas de los Maestros, edificio de viviendas para los profesores de las distintas escuelas del barrio. Así mismo se inaugura el 9 de septiembre de 1941 el campo de fútbol de los Hermanos Fresno, donde jugaron el Real Deportivo Oriamendi-Gijón y los equipos de fútbol base del Real Sporting de Gijón, demolido en 1978. Estaba en una ubicación similar al posterior Centro Comercial Los Fresnos.Sería en esta época donde ocurre la mayor edificación del barrio.

### Planes de reforma urbana y actualidad
El fenómeno de los poblados de chabolas se mantiene hasta bien avanzado el siglo pasado. Las siguientes fechas y datos son significativas para conocer el proceso de mejora llevado a cabo en el barrio de El Llano: en 1979 la primera corporación de la democracia aprueba el Plan de Erradicación del Chabolismo. 
En 1986 se elabora el Plan General de Ordenación Urbana (PGOU), conocido por el nombre de su autor, Plan Rañada y entre 1990 y 1992 se lleva a cabo el Plan Especial de Reforma Interior (PERI de El Llano). El PERI de El Llano fue la mayor remodelación urbana llevada a cabo en Gijón hasta esa fecha (afectó a más de 350 propietarios y a unos 70.000 metros cuadrados) y supuso la reordenación urbanística, con una profunda  transformación morfológica y social, de unos espacios totalmente degradados.
El proyecto permitió eliminar a la conocida Cabila, barrio de infraviviendas entre la avenida de Manuel Llaneza y la calle Pérez de Ayala mediante la prolongación de la avenida del Llano desde Pérez de Ayala hasta la avenida de Pablo Iglesias. Las demoliciones permitieron construir la plaza de Los Fresnos, con un gran parking subterráneo, y el Centro Comercial Los Fresnos, inaugurado a finales de 1992 y dinamizador absoluto del barrio.
Así mismo se inauguran los siguientes equipamientos:

Centro de Salud (1995); nuevos centros docentes como el CP Manuel Martínez Blanco (1977), el CP El Llano (1982), la EEI Gloria Fuertes (1985), la EI La Serena (de 0 a 3 años, 2003), completaron la oferta educativa existente ya que entre las décadas de 1930 y de 1970 se había reducido a un único centro de enseñanza: La Escuelona. En la década de 1990 se crean equipamientos deportivos: Piscina Pública Luis Alvargonzález y el Complejo Deportivo El Llano-Contrueces. En 1994 abre el Centro Municipal de El Llano, núcleo de actividad cultural y social.

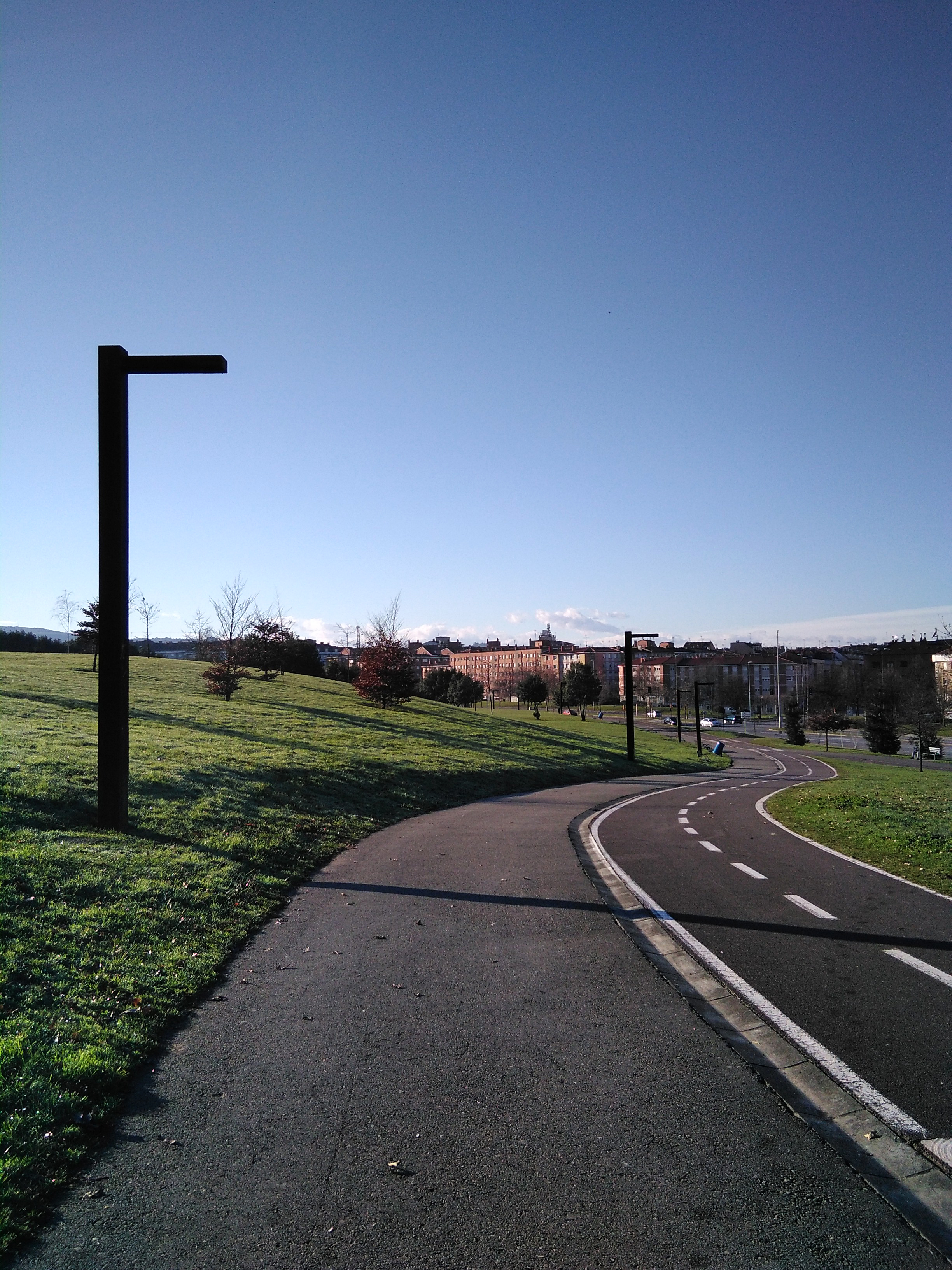
Parque de los Pericones, fundado en 1986.

En 1986 se inaugura el parque de Los Pericones para compensar la falta de espacio verde en El Llano y Ceares. El parque de La Serena se creó en 1973 y había sido el único espacio medianamente verde del barrio. Se adecuan caminos a su inclinada topografía y se expande considerablemente hacia el sur en 1997.
El crecimiento demográfico del barrio y su vitalidad social y cultural exigían nuevas demandas que se traducen en la creación del Centro Municipal Integrado de El Llano (2007) que responde al nuevo concepto del proyecto de integración de servicios. Es el equipamiento más moderno de la red de centros integrados con que cuenta la ciudad de Gijón. Fue inaugurado en el año 2007 tras seguir, en su diseño, las pautas sobre equipamientos de proximidad publicadas en los estudios de la fundación Kaleidos.Red, de la que el Ayuntamiento de Gijón fue patrono fundador. Se sitúa en una área de reciente crecimiento y reforma urbana y atiende a una extensa zona muy poblada con los recursos más modernos, entre ellos: oficina de atención al ciudadano, servicios sociales, concejalía de distrito, salón de actos, sala de exposiciones, ludoteca, sala polivalente, aulas, taller de cocina, sala de estudio, biblioteca, mediateca y cajero ciudadano.[cita requerida]

## Colectivos y asociaciones
La aparición de numerosas fábricas y viviendas obreras desemboca en un importante movimiento asociativo. El Ateneo Obrero del Llano (1906) fue una de esas sociedades culturales –el Ateneo Casino-Obrero tuvo tres sucursales, siendo la de El Llano la segunda de ellas-, desarrollando numerosas actividades relacionadas con la cultura popular: conferencias, charlas e interesándose igualmente por la enseñanza, tanto para los niños como para los adultos. Existían otras sociedades culturales como la llamada Cultura e Higiene, citada anteriormente, o la llamada Sociedad Popular (1903). Actualmente, sirva como ejemplo de este fuerte asociacionismo que caracteriza al barrio, existen en torno a noventa asociaciones. Entre ellas debemos nombrar a la Asociación de Vecinos El Fumeru, que cuenta con una Vocalía de La Mujer muy activa e implicada en el desarrollo social y cultural del barrio.[cita requerida]

## Lugares
En el distrito de El Llano se encuentran los siguientes lugares:
- El Fumeru, al norte del barrio, cercano al paseo de Begoña.
- El Llano de Baxo, más abajo de El Fumeru.
- El Llano del Medio, parte central del barrio.
- El Llano de Riba, lugar más al sur del barrio.